# ルモンゲ
ルモンゲ（Rumonge）は、ブルンジ・ブルンガ県の都市。ルモンゲ郡（コミューン）の行政中心地。ブルンジ南西部、国道3号線沿いに位置する。人口は6,389人（2012年推計）。
タンガニーカ湖に面した港町で、ブルンジや東アフリカの他の地域への貿易において重要な中継地点となっている。近年はタンガニーカ湖の水面上昇により街や港の施設が浸水被害を受けている。

## 歴史
2024年5月、タンガニーカ湖の水面上昇により町の南を流れるムレンブウェ川が氾濫し、洪水被害を受けた。とりわけカニェンココ地区（Kanyenkoko）の被害は大きく、数百世帯が家を追われた。一部の世帯はルモンゲ病院や南隣のムタンバラ病院へ避難し、数百世帯は賃貸住宅へ避難した。川沿いのコメ、キャッサバ、バナナ、サツマイモの田畑は浸水し、ヤシの木畑も被害を受けた。
2025年初頭、コンゴ民主共和国東部で活動する3月23日運動がブカヴやゴマ周辺を占領したため、ルモンゲ港の貿易額は著しく減少した。
2015年から2025年まで存在したルモンゲ県の県都であった。

## 医療
公立の地域病院のルモンゲ病院がある。ルモンゲ病院はルアンダ＝ウルンディ時代の1922年に開院し、長年にわたり拡張が行われてきた。現在はルモンゲ保健地区（人口は2023年時点で331,346人）を管轄する病院として、多くの患者を受け入れている。